# 异常虫科
异常虫科（学名：Anomalinidae）是轮虫目下的一个科。

## 下属分类
本科包括以下属：
- Gemellides Vasilenko, 1954
- Heterolepa Franzenau, 1884
- Talpinella Baumfalk, Fortuin & Mok, 1982